# Roswitha
Roswitha  (лат.) — род жуков-златок.

## Распространение
Афротропика: Южная Африка.

## Описание
Среднего размера (длина тела от 9 до 14 миллиметров) продолговато-овальные, несколько плоские яркие жуки, чёрные со слабым бронзовым отливом. Верхняя сторона грубо пунктированная крупными точками. Переднеспинка округлая, покровы равномерно расставлены мелкими рядами точек. Глаза средних размеров, не соприкасаются с переднеспинкой.

## Систематика
Известно 2 вида. Род относится к трибе Thomassetiini Bellamy, 1987 (Buprestinae).
- Род Roswitha Bellamy, 1997[2]
  - Roswitha bilyi Bellamy, 1997 — ЮАР (East London, Eastern Cape Province). Вид назван в честь чешского энтомолога Dr Svatopluk Bily (National Museum, Prague).
  - Roswitha endroedyi Bellamy, 1997 typus — ЮАР (Berlin Forest Reserve, Mpumalanga Province). Вид назван в честь биолога Dr Sebastian Endrody-Younga (Transvaal Museum, ЮАР).[1]